# Fanta

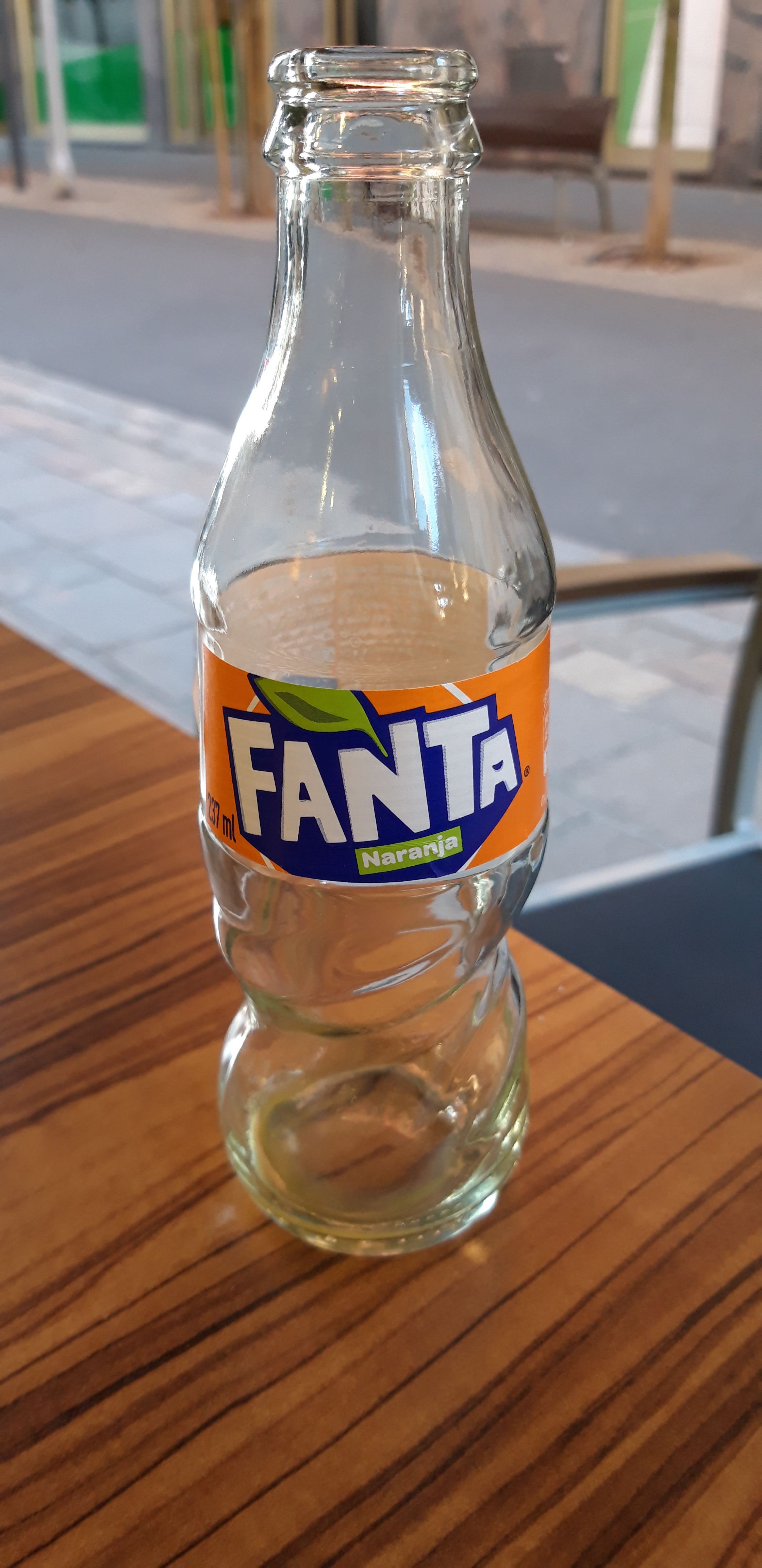
Una ampolla de Fanta

Fanta és una marca comercial, de The Coca-Cola Company, d'unes begudes que, en general, incorporen sucs de fruita. A tot el món n'hi ha d'uns 90 gustos diferents. El seu origen és l'any 1941 a l'Alemanya nazi.

## Història
La beguda Fanta va sorgir a Alemanya al principi de la Segona Guerra Mundial arran de la impossibilitat d'importar Coca-Cola per l'embargament comercial al qual va estar sotmès Alemanya. Per aquest motiu, el director de la companyia Coca-Cola a Alemanya, Max Keith, decidí crear un nou producte per al mercat alemany, usant només els ingredients dels quals es disposava a Alemanya en aquells moments, incloent-hi xerigot (sèrum de la llet) i residus de l'extracció del suc de fruites (tortó). El nom de Fanta va ser el resultat d'una breu sessió de pluja d'idees entre els membres de l'equip de Keith qui va començar-la dient que "facin servir la seva imaginació" (imaginació es diu "Fantasie" en alemany), a la qual cosa un dels seus venedors, Joe Knipp, immediatament va exclamar "Fanta!"

## Comercialització
- Als Estats Units la promoció publicitària (encarregada a Ogilvy (NYC) el 2001) es fa a través d'un grup de noies models The Fantanas, cadascuna promociona un sabor individual de Fanta, la cançó publicitària que fan servir (jingle) es diu "Wanta Fanta!".[5]
- A l'Índia, país on la Coca-Cola va tornar a ser comercialitzada el 1993, la Fanta entrà al mercat com a alternativa a la popular beguda índia, sense alcohol, Gold Spot.

## Disponibilitat internacional de Fanta
A escala mundial, hi ha uns 90 gustos de Fanta: A Romania, Sèrbia, Macedònia, Bòsnia, Índia, i alguns altres països existeix la "Fanta Shokata" (un joc de paraules entre "soc" -saüc en romanès- i "shock") basat en una beguda feta de l'extracte de les flors del saüc que és tradicional a Romania i altres països balcànics (a Romania on se'n diu Socată). A Suïssa i els Països Baixos es fa servir el groseller negre també per a fer un sabor de Fanta.
La fórmula original de la Fanta de taronja que està a la venda a Alemanya, Àustria i altres països és completament diferent de la beguda que es comercialitza als Estats Units com a Fanta de taronja, en aquest cas el colorant és artificial i incorpora altres additius. La Fanta de llimona no es comercialitza als Estats Units.
A l'Estat Espanyol Fanta es comercialitza principalment en tres sabors: taronja, llimona i mandarina. En el cas de la Fanta taronja el contingut en suc de taronja (a base de concentrat) és del 8%, n'hi ha una versió sense sucre afegit (amb edulcorants).
Fanta va ser la segona beguda produïda per la companyia Coca-Cola Company, després de la mateixa beguda Coca-Cola.